# Якубованський потік
Якубованський потік (словац. Jakuboviansky potok) — річка; ліва притока Ториси, протікає в окрузі Сабінов.
Довжина приблизно 7.9-8.6 км. Витік знаходиться в масиві Чергівські гори — на висоті приблизно 730 метрів.
Протікає територією сіл Якубовани; Шариські Соколовці і міста  Сабинів. Впадає в Торису на висоті приблизно 300-305 метрів.